# Enrique Bone
Enrique Bone Poblete (Lima, 7 de octubre de 1956) es un exfutbolista peruano que se desempeñaba como volante de ataque.

## Trayectoria
Sus inicios lo hizo en el Sport San José y en Estudiantes del distrito de Jesús María.
Profesionalmente hizo su debut en el Coronel Bolognesi en 1979, llegó a Sporting Cristal en 1982 y en 1983 obtuvo el título con el cuadro bajopontinocompartiendo la volante con Pedro Ruiz, Alfredo Quesada, Luis Reyna entre otros. 
El 5 de enero de 1986, cuando aún se disputaba el torneo de 1985, una falta artera de Samuel Eugenio en partido entre 'celestes' y 'cremas' (1-0 gol de César Loyola) lo alejó del fútbol por un año por fractura a la tibia y peroné.
En 1987 regresó para jugar un amistoso por el Cañaña donde destacó, pero al final firmó por el Carlos A. Mannucci por dos temporadas hasta 1988; en 1989 regresó a Sporting Cristal hasta el mes de Julio; sus últimos años en el fútbol lo hizo en Octavio Espinosa hasta 1991.
Ya retirado en 1992 participó en los torneos del barrio de Palermo en La Victoria donde jugó por el Veramatos de la Plaza San José de Jesús María. Vivió en Estocolmo, Suecia desde mediados de 1992 hasta febrero del 2020.
Con la Selección fue parte del plantel que jugó amistosos en verano de 1984 que no llegó a participar en el Preolímpico de Ecuador.

## Clubes
| Club               | País | Año         |
| ------------------ | ---- | ----------- |
| Coronel Bolognesi  | Perú | 1979 - 1981 |
| Sporting Cristal   | Perú | 1982 - 1985 |
| Carlos A. Mannucci | Perú | 1987 - 1988 |
| Sporting Cristal   | Perú | 1989        |
| Octavio Espinosa   | Perú | 1990 - 1991 |

## Palmarés
| Título                    | Club             | País | Año  |
| ------------------------- | ---------------- | ---- | ---- |
| Primera División del Perú | Sporting Cristal | Perú | 1983 |